# ビートルボーグ
ビートルボーグ（Beetleborgs）は、アメリカ合衆国のテレビドラマ。1996年9月7日から1998年2月23日までフォックス放送内のFox Kidsで放送された。「パワーレンジャーシリーズ」の派生作品であり、日本の特撮作品「メタルヒーローシリーズ」の「ビーファイター」シリーズをベースとしている。
第1シーズンは『重甲ビーファイター』をベースとした『ビッグ・バッド・ビートルボーグ』（Big Bad Beetleborgs）のタイトルで放送。第2シーズンは『ビーファイターカブト』をベースとした『ビートルボーグ・メタリックス』（Beetleborgs  Metallix）のタイトルで放送された。放送終了後、UPN Kidsにて再放送が行われ、『ビートルボーグ・フォース』 (Beetleborgs Force) のタイトルで玩具展開が行われた。資料によってはこれを第3シーズンとして扱っている。

## ストーリー
シーズン1
ある日、オバケが出ると噂のヒルホースト・マンションを探検していたドリュー・ジョー・ローランドの3人は、本物のオバケに出会ってしまう。しかし、友好的だったオバケたちの1人フラバーは、パイプオルガンへの封印を解いてくれたお返しに、願いを叶えてあげるという。大好きな漫画のヒーローにして欲しいと願ったドリューたちはフラバーの魔術でビートルボーグになったが、漫画に登場する悪役も実体化してしまう。こうして、ビートルボーグたちの戦いが始まった。
シーズン2
ビートルボーグたちによりマグナボアは倒されたが、新たな敵ヌークスの攻撃によりビートルボーグたちのパワーは消滅する。この事態にコミック作家アートは新たなパワー「ビートルボーグ・メタリックス」を考案し、ドリューたちに与えた。こうして、新たなパワーを得たビートルボーグたちの戦いが始まった。

## 概要
『パワーレンジャー』シリーズのスピンオフとして、同様の手法で製作されたサバン、東映の合作特撮作品第4作で、非常にコメディ色が強い作品になっている。
現地で新規に撮影されたシーンが多く、完全に現地で撮影された話も多い。本作品のアクションの特徴として、攻撃すると画面に擬音が表示される『怪鳥人間バットマン』のような演出が行われている。
マクドナルドによるプロモーションが行われた。
同時期のパワーレンジャーシリーズを凌ぐ人気を得た本作品であったが、原作となるビーファイターシリーズが終了したため、継続することが出来なくなりストーリーが完結しないまま番組は終了した。

## 登場人物

### ビートルボーグ
アンドリュー"ドリュー"マコーミック
ビートルボーグのリーダー。念力が使える。野球とバスケットボールを好む。趣味はコミック本の収集。
1984年6月23日生まれ。身長4フィート11インチ。体重80ポンド。
ブルースティンガー（ブルービート）
ドリューが変身する青い戦士。優れた剣士である。体重238ポンド。頭部の角は通信とレーダーを兼ねたアンテナである。
メガブルースティンガー（スーパーブルービート）
ヴェクサーから奪ったシャドーボーグのエネルギーを使ってブルースティンガーがパワーアップした姿。
クロミニウムゴールド（ビーファイターカブト）
ブルースティンガーの力を失ったドリューが変身する新たな姿。
ローランド・ウィリアムズ
家はズームコミックという名のコミックショップ。超スピードで動ける。バスケットボール、インラインスケート、自転車を好む。趣味は手品で、マジシャンになることを夢見ている。
1983年10月15日生まれ。身長5フィート1インチ。体重87ポンド。
グリーンハンター（ジースタッグ）
ローランドが変身する緑の戦士。射撃の達人。
スーツは『パワーレンジャー・ワイルドフォース』に登場するギラロックに流用された。
タイタニウムシルバー（ビーファイタークワガー）
グリーンハンターの力を失ったローランドが変身する新たな姿。
ジョセフィーヌ"ジョー"マコーミック
ドリューの妹。自身の体重の150倍もの物体を持ち上げる超怪力を持つ。サッカーと野球を好んでおり、リトルリーグチームの投手でもある 。趣味はトレーディングカードの収集。
1986年9月12日生まれ。身長4フィート4インチ。体重62ポンド
- 演じたシャノン・チャンドラーが『キャスパー:誕生編』に出演するため、映画俳優組合に加入したことからノン・ユニオン作品である本作品への出演が不可能となったため、降板。第39話以降はウルフィンの魔法を受けたことで顔が変わったと設定され、ブリトニー・コナジェフスキに交代

レッドストライカー（レッドル）
ジョーが変身する赤い戦士。ビートルボーグの中では最も機敏に動き、敵をかく乱することを得意としている。
プラチナムパープル（ビーファイターテントウ）
レッドストライカーの力を失ったジョーが変身する新たな姿。
ジョッシュ・バルドウィン
ドリューたちのパワーがシャドーボーグにより奪われた際に4人目のビートルボーグとなった。透明になる力を持つ。
ホワイトブラスター（カブト）
ジョッシュが変身する白き戦士。シャドーボーグに対抗するため、アートがデザインした。シャドーボーグが倒されると同時にパワーは消滅した。

### アストラルボーグ
アストラルコイン（ASTRAL COIN / インセクトメダル）によって呼び出される戦士たち。元はアートとレスの共作『ロスト・コミック』に登場するキャラクター。
ドラゴンボーグ（DRAGONBORG / ビーファイターヤンマ）
蜻蛉の戦士。ショーン・コネリーのような声で喋る。
アストラルボーグのリーダー。スーツはパワーレンジャー・ワイルドフォースに登場するスティーロンに流用された。
ファイヤーボーグ（FIREBORG / ビーファイターゲンジ）
蛍の戦士。
スーツは頭部のみパワーレンジャー・ワイルドフォースに登場するオートマンに流用された。
ライトニングボーグ（LIGHTNINGBORG / ビーファイターミン）
蝉の戦士。
スーツは頭部を除いてパワーレンジャー・ワイルドフォースに登場するオートマンに流用された。
レディーボーグ（LADYBORG / ビーファイターアゲハ）
蝶の女戦士。
スーツはパワーレンジャー・ワイルドフォースに登場するテズラに流用された。

### 協力者
フラバー
パイプオルガンに封印されていたオバケたちのリーダーである幽霊。様々な魔術を使う。ドリューたちにビートルボーグに変身する力と超能力を与えた。
フランケンビーンズ
フォン・フランケンビーンズ博士に作られた人造人間。愛称はフランキー。
マムズ
ミイラ男。5000年前にエジプトで生まれた。兄弟が703人いる。包帯を解くと死神のような姿（シニガミアン）になる。
ファンギュラ伯爵
吸血鬼。ウルフィンの言いたいことを理解することができる唯一の存在。
ウルファング"ウルフィン"スミス
狼男。普通に言葉を喋ることが出来ない。他のオバケたちからは飼い犬のように扱われている。
リトルゴート
死神。常に単独で行動することを好み、地下で暮らしている。普段はフードで素顔を隠しており、その素顔はモンスターが怯むほど恐ろしい。
パイプテス
3人組の妖精。
グールム（巨大シュヴァルツ）
無口で滅多に喋らない。
アーサー"アート"フォーチュンズ
コミック出版社フォーチューングラフィックスを経営するコミック作家。ビートルボーグの作者で、コミコンの会場でドリューたちと知り合い、彼らに協力する。
カラト（ジャンパーソン）
ビートルボーグとは別の漫画に登場するキャラクター。フラバーの魔力で実体化し、ビートルボーグと共に戦った。
シルバー・レイ（ガンギブソン）
カラトと共にビートルボーグに協力した。

### 一般人
ナノ・ウィリアムズ
ローランドの祖母。コミックショップを経営している。特技は格闘技。
アーロン・ウィリアムズ
ローランドの父親。コミックショップで働いていたが、仕事の都合で家を離れた。
アビー・ウィリアムズ
ローランドの母親。不動産屋で働いていたが、アーロンが家を離れたため、コミックショップの手伝いをすることになった。ナノとは仲が悪い。
ヘザー
ドリューが恋心を抱いている女の子。
トリップ&バン
いじめっ子の兄弟。メタリックスには登場しない。
ダドリー
トリップとバンの家の運転手。メタリックスには登場しない。
バーニー・ボデル
テレビ局のレポーター。

## 装備
ビートボンター（ビーコマンダー）
ビートルボーグの変身アイテム。
ソニックレーザー（インプットマグナム）
米国の銃規制の都合上、原作とは違いピンク色になっている。
ビートルバトラー（スティンガーウェポン）
スティンガーブレード（スティンガーブレード）
スティンガードリル（スティンガードリル）
ハンタークロー（スティンガークロー）
ストライカーブラスター（スティンガープラズマー）
パルセイバー（パルセイバー）
ソニックレーザーセイバー（セイバーマグナム）
サンダースティンガー（ビートイングラム）
バグアウト
第2シーズンからドリューたちが得た能力で、本物の甲虫に変身することが可能になった。
データボンター（コマンドボイサー）
ビートルボーグ・メタリックスの変身アイテム。ビートボンターと同じく、空にかざして変身している。
データレーザー（インプットカードガン）
ビートルボーグ・メタリックスの銃。
メタリックス・ランサー（カブトランサー）
メタリックス・グラップラー（クワガーチョッパー）
メタリックスバトン（テントウスピアー）
アストラルボンター（インセクトコマンダー）
アストラルボーグが自身の武器をドリューたちに与えるために使った装置。
アストラルレーザー（トンボウガン）
ドラゴンボーグがドリューに与えた武器。
アストラルパルサー（ブライトポインター）
ファイヤーボーグがジョーに与えた装備。戦いで損傷したビートルボーグのアーマーを復元することができる。
アストラルデータデックス（セミッションマガジン）
ライトニングボーグがドリューに与えた武器。
アストラルバズーカ（ブルームキャノン）
レディーボーグの武器。
アストラルブラスター（インプットライフル）
アストラルレーザー・アストラルパルサー・アストラルデータデックスをデータレーザーに合体させた武器。
アストラルソード（甲神封印剣アストラルセイバー）
8枚のアストラルコインをセットすることでロボボーグを召喚できる剣。
アストラルアックス（魔性の斧ガイストアックス）
レスが生み出したボロンを召喚できる斧。最初はヌークスやホリベルが持っていたが、最終回でローランドの手に渡った。

## メカニック
ビートルバトルベース（重甲基地）
アタックビートルが格納されている基地。第53話にてマグナボア・ジェット・ファイターズの攻撃により破壊された。
アタックビークル（ビートマシン）
巨大メカ。現地での新撮シーン用にフルCGモデルが製作された。マグナボア・ジェット・ファイターズの攻撃によりビートルバトルスペースとともに破壊された。
ブルースティンガーアタックビートル（ビートルーダー）
グリーンハンターアタックビートル（スタッガータンク）
レッドストライカーアタックビートル（レッドジャイロ）　
ガルガンティス・アタックモビルキャリア（メガヘラクレス）
第53話にてボークスレイヤーを攻撃するが、攻撃を跳ね返され破壊された。
ガルガンティス・メガキャノン（メガビートフォーメーション）
ビートルバトルステーション（ビートルベース）
破壊されたビートルバトルベースに代わり、アートがデザインした基地。
バトルビートル（ネオビートマシン）
破壊されたアタックビートルに代わりアートがデザインした巨大メカ。
クロミニウムゴールド・バトルビートル（カブトロン）
タイタニウムシルバー・バトルビートル（クワガタンク）
プラチナムパープル・バトルビートル（ステルスジャイロ）
セクターサイクル（ロードビートル）
クロミニウムゴールド・セクターサイクル（ロードカブト）
タイタニウムシルバー・セクターサイクル（ロードクワガー）
プラチナムパープル・セクターサイクル（ロードテントウ）
メガ・スペクトラ・セクターサイクル
ロボボーグによって強化されたセクターサイクル。
メガ・スペクトラ・ビートルボーグ
ロボボーグによって与えられた強化アーマー。
マグナボア・ジェット・ファイターズ（ジャマール戦闘機）
ワームタンク（暴走車ギドーバ）
クラスタシアン・ジェット・ファイターズ（フライギドーバ）

## 巨大戦力
ロボボーグ（ROBOBORG / 大甲神カブテリオス）
アストラルソードで召喚される巨大メカ。アストラルソードを天にかざし、その名を呼ぶことで召喚される。元はアストラルボーグ同様『ロスト・コミック』に登場するキャラクター。大剣ロボソードが武器。日本とは違って意思を持っているため、一体化はしない。
ボロン（BORON / 邪甲神クワガタイタン）
ロボボーグに対抗するため、レスがデザインしたアストラルアックスで召喚される巨大メカ。アストラルアックスを天にかざし、「ボロン、アライズ」と叫ぶことで召喚される。最初はヌークスやホリベルがアストラルアックスを使って呼び出して操っていたが、最終回でアストラルアックスがローランドの手に渡ったことにより、正義のメカとなった。こちらも意思を持っており、一体化はしない。

## 敵

### マグナボア（ジャマール）
フラバーの魔術の副作用によりビートルボーグのコミックから実体化した悪役たち。墓地の地下に本拠地を持つ。
ヴェクサー（ガオーム）
マグナボアの首領。一旦は巨大な姿になっていたが、後に元に戻った。第53話にてボーグスレイヤーが倒された事で部下たち共々、コミックへと戻された。
身長7フィート。体重235ポンド。
トリプス（ギガロ）
マグナボア3幹部の1人。優秀な科学者であり、ミュータントモンスターを生み出す。武器はセイバービリーと呼ばれる剣と頭部から放つロケット弾。好物はポップコーン。
身長6フィート3インチ。体重280ポンド。
メガ・トリプス（ファイナルギガロ）
ノシックの発明した装置によって大幅にパワーアップしたトリプス。
ノシック（シュヴァルツ）
マグナボア3幹部の1人。メカの天才であり、コミックの設定ではロボット軍団と戦闘兵器軍団を率いる。武器は電機傘。好物はピザ。頭部を分離させ機械と合体して操る能力を持つ。スーパー・ノシックという兄がいる。
身長5フィート10インチ。体重175ポンド。
ジャラ（ジェラ）
マグナボア3幹部の1人。コミックの設定では戦闘部隊の指揮官で、優れた戦略家とされる。3幹部の中ではもっとも強力な戦士であり、残忍な性格。目的の為なら手段を択ばない{。レーザー鞭が武器。3次元のジャンクフードを食べる事を夢見ている。
身長5フィート6インチ。体重120ポンド。
シャドーボーグ（ブラックビート）
ブルースティンガーのボディの一部からヴェクサーが生み出した悪のビートルボーグ。カミキリムシをモチーフとするアーマーに身を包む。能力はビートルボーグより高い。武器はシャドウレーザーと地球上の物質全てを切断できるシャドウクロー。
身長6フィート8インチ。体重240ポンド。スーツはパワーレンジャー・ワイルドフォースに登場するジェネラル・ヴェンジックスに流用された。
スーパー・ノシック（マッチョNO.5）
ノシックの兄で、筋肉質な肉体が特徴。怪力と胸に仕込まれたビーム砲が武器。ボディービルダーに姿を変えてドリューたちを騙した。
モンスター（ジャマール怪人）
ヴェクサーがコミックから実体化させて生み出すモンスター。倒されるとコミックの世界に戻る。
ボーグスレイヤー（破壊神ジャグール）
マグナボア最強のモンスター。ヌークスが復活させた再生モンスター軍団をビートルボーグにあえて敗北させることでモンスター軍団とビートルボーグの武器のエネルギーを融合させて生み出した。圧倒的な力を持ってビートルボーグを追い詰めるが、ヌークスの策略により弱点がビートルボーグたちに知られてしまったため、ヴェクサー共々倒された。
スキャブス（ジャマー）
マグナボアの戦闘員。

### クラスタシアン（メルザード一族）
ヴェクサー亡き後、ヌークスにより結成された軍団。墓地の地下に本拠地を持つ。
ヌークス（ライジャ）
ヴェクサーがアートの家の金庫から盗み出したイラストから実体化させた新幹部であったが、ビートルボーグとヴェクサーを戦うように仕向けて彼を滅ぼし、新たな軍団を結成した。レスが描いたイラストを実体化させてモンスターを生み出す。
メガスペクトラ・ヌークス（強化ライジャ）
メガ・ヌークスとも呼ばれる。レスの作った装置の力で強化された姿。
ホリベル（ミオーラ）
ヌークスの側近で、剣が武器の女戦士。
レスター"レス"フォーチュンズ
アートの弟。チャータービル刑務所に服役していたが、ヌークスの力で脱獄する。ヌークスをデザインしたのは彼だが、ヌークスたちからは見下されている。
ヴァイラー（デズル）
ヌークスの側近。
スーパー・ヴァイラー（デズル・ザ・グレート）
レスと取引し、彼によって強化された姿。アストラルブラスターを受けて元に戻った。
メガスペクトラ・ヴァイラー（強化デズル）
メガ・ヴァイラーとも呼ばれる。ヌークスを強化した装置を無断で使用したことで強化された姿。
マントロン（ビークラッシャー）
アストラルコインから呼び出される悪のビートルボーグ。元はアストラルボーグ同様『ロスト・コミック』に登場するキャラクター。第82話でビートルボーグとアストラルボーグの連続攻撃を受けて弱ったところをロボボーグによって倒された。
スコピックス（SCORPIX / デスコーピオン）
センチピックス（CENTIPIX / ムカデリンガー）
マンティックス（キルマンティス）
ホーニックス（ビーザック）
モンスター（メルザード怪人）
レスが描いたイラストをヌークスが実体化させて生み出すモンスター。倒されるとイラストに戻る。
ドレックス（親衛隊）
クラスタシアンの戦闘員で様々な姿をしているのが特徴。

## キャスト

### レギュラー・準レギュラー
- アンドリュー・マコーミック：ウェズリー・バーカー
- ローランド・ウィリアムズ：ハービー・バエズ
- ジョセフィーヌ・マコーミック：シャノン・チャンドラー（第1 - 38話）、ブリターニ・コナルズースキー（第39話 - ）
- ジョッシュ・バルドウィン：バーコウ・ウォーレン
- ドラゴンボーグの声：ダグ・ストーン
- ファイヤーボーグの声：ジーン・ホリディ
- ライトニングボーグの声：リチャード・ジョージ
- レディーボーグの声：バーバラ・グッドソン
- フラバー：ビリー・フォレスター
- フランケンビーンズ：デビッド・フレッチャー
- ファンギュラ伯爵：ジョー・ハケット
- マムズ：ブレイク・トーニー（スーツアクターおよび第3話以降の声）、マイケル・ソリッチ（第1、2話の声）
- ウルファング・スミスの声：マイケル・ソリッチ（第1、2話）→スコット・ページ＝パグター（第6話以降）
- リトルゴート：リナ・ゴッドウーズ
- パイプテス：トレイシー・ベルアスチ
- アーサー・フォーチュンズ：リグ・ケネディ
- ロボボーグの声：マイケル・ソリッチ
- ナノ・ウィリアムズ：ヴィヴィアン・スモールウッド
- アーロン・ウィリアムズ：キム・デガルド
- アビー・ウィリアムズ：チャンニェ・ノーラン
- ヘザー：エリザベス・Z・ランド
- トリップ：トッド・ハースード
- バン：パトリック・シーボーン
- ダドリー：ダドリー・デイヴイス
- バーニー・ボデル：ケリー・マーチャント
- ヴェクサーの声：ジョーイ・パル
- トリプスの声：デイヴ・"フッヅ"・フットマン
- ノシックの声：デヴィッド・ウマンスキー
- ジュラの声：ラジア・バロウディ
- シャドーボーグの声：ボブ・パーペンブルック
- ヌークス：クリストファー・ショー
- ホリベル：クロディーヌ・バロシュケロット
- レスター・フォーチュンズ：マーシャル・ヒルトン
- ヴァイラーの声：デイヴ・"フッヅ"・フットマン
- スコピックスの声：ボブ・パーペンブルック
- センチピックスの声：リー・ホンドー・ウッドフォード
- マンティックスの声：イーサン・マレー
- ホーニックスの声：ボブ・ジョンソン
- ボロンの声：YI・オッタ

### ゲスト
- グールムの声(S1:14)：ダン・レッツロー
- カラトの声(S1:19)：リチャード・ジョージ
- フォン・フランケンビーンズ（S1:21、36、42）：ドン・アルトマン
- チャートアーヴィル・チャーリーの声(S1:41)：デイヴ・マロウ
- ウィッチ・ドクター(S2:8)：ニコ・コルテッツ（声 - ニール・キャプラン）
- スワンプ・クリーチャー(S2:8)：ニコ・コルテッツ（声 - スティーヴ・アポストリナ）

### スーツアクター
- メガブルースティンガー[28]、ロボボーグ[29]、トリプス[30]、シャドーボーグ[31]、スコピックス[32]：ダリン・ジャック
- グリーンハンター[33]、ヴェクサー（第26[34] - 32話[35]、第34話[35] -）- キス
- グリーンハンター[36]、タイタニウムシルバー[37]、トリプス[36]、シャドーボーグ[38]、ライトニングボーグ[39]、ヴァイラー[36] - T・J・ロトロ
- グリーンハンター [40]- サミュエル・リー
- レッドストライカー[41]、ホワイトブラスター[41]、ノシック（第2 - 5話）[34]：ミチ・ヤマト
- レッドストライカー[42]、ノシック（第6[34] - 53話[35]）：リー・ホエー
- レッドストライカー[40]：ダニー・ウェイン・スタルカップ
- プラチナムパープル[43] - チャド・パーカー
- ウルファング・スミス[34]：フランク・タホ
- ヴェクサー（第2 - 25話[34]、第33話[35]）：リック・ターネ
- トリプス[34]、ヴァイラー[44] ：カイル・ジョーダン
- ジュラ[34] 、狼女[35]：ベリンダ・イングリッシュ

## スタッフ
- 製作総指揮：ハイム・サバン、シュキ・レヴィ、ランス・H・ロビンス（第1 -52話）
- プロデューサー：ロバート・ヒューズ
- 総合プロデューサー：マンディ・ルーサー
- スーパーバイジング・プロデューサー：スコット・ページ＝パグター、マイケル・モントゴメリー
- 撮影：ジェームズ・マイケルズ、ディーン・ハヤサカ、アレン・コプリン、マイケル・ギャラガー、マイケル・G・ウォジェコウスキー
- 音楽：シュキ・レヴィ、クッサ・マーチ
- セカンドユニット監督/スタント・コーディネーター：ミチ・ヤマト
- ADRディレクター：デヴィッド・ウォルシュ
- プロダクション・デザイナー：ユダ・アッコ
- キャスティング：ケイティ・ウォーリン
- 原作：八手三郎
- 制作：ルネサンス・アトランティック・フィルムズ、東映、バグボーイ・プロダクションズ
- 配給：サバン・エンターテイメント、サバン・インターナショナル、サバン・ブランド（DVD）

## 各話リスト

### シーズン1
| 話数 | サブタイトル                                    | 登場モンスター | 監督                             | 脚本                                       |
| ---- | ----------------------------------------------- | --- | -------------------------------- | ------------------------------------------ |
| 1    | Beetle Rock, Part I                             | ヘアボール（マッスル） （声 - レックス・ラング）                                                                                              | シュキ・レヴィ                   | シュキ・レヴィ シェル・ダニエルソン        |
| 2    | Beetle Rock, Part II                            | ― | シュキ・レヴィ                   | シュキ・レヴィ シェル・ダニエルソン        |
| 3    | TNT for Two                                     | ― | ジョン・パッチ                   | MA・エバンス                               |
| 4    | The Ghost is Toast                              | テラー・ベア（ギガツキノワ） （声 - レイ・マイケルズ）                                                                                        | ジョン・パッチ                   | マーゴ・マケイホン                         |
| 5    | The Treasure of Hillhurst Mansion               | ミーングリーン・キャノン・マシン（デスランチャー） （声 - トム・ワイナー）                                                                    | ジョン・パッチ                   | ポール・F・コリガン ブラッド・ウォルッシュ |
| 6    | Never Cry Werewolf                              | ― | ガバ・トーレス                   | MA・エバンス                               |
| 7    | Say the Magic Word                              | ソード・ウォーリアー（イルバ） （声 - ピーター・グリーンウッド）                                                                              | ジョン・パッチ                   | ポール・F・コリガン ブラッド・ウォルッシュ |
| 8    | Lights, Camera, Too Much Action                 | グラクスクシズ（カマザキラー） （声 - トム・ワイナー）                                                                                        | ガバ・トーレス                   | ジェニファー・ヘフトラー リザ・ページ      |
| 9    | Nano in the House                               | ロッタマグス（マスクーダー） （声 - エズラ・ワイズ）                                                                                          | ジョン・パッチ                   | クリフォード・ハーバート                   |
| 10   | Locomotion Commotion                            | ガーガントゥラット（ガリネーズ） （声 - ウィル・ロング）                                                                                      | ジョン・パッチ                   | テイラー・グラント                         |
| 11   | Cat-Tastrophy                                   | ファイアーキャット（ファイガ） （声 - トム・チャールズ）                                                                                      | ワース・キーター                 | マーゴ・マケイホン                         |
| 12   | Drew and Flabber's Less Than Fabulous Adventure | クイーン・マグナ（セントパピリア） （演 - リサ・ウォルシュ）                                                                                  | ワース・キーター                 | ボブ・アレン                               |
| 13   | Ghouls Just Wanna Have Fun                      | ドミネイラー （声 - トム・ワイナー） | ワース・キーター                 | ジェニファー・ヘフトラー リザ・ページ      |
| 14   | It's a Bad, Bad, Bad, Bad World                 | グールムと合体したノシック | ダグ・キャンベル                 | MA・エバンス                               |
| 15   | The Hunchback of Hillhurst                      | ― | ダグ・キャンベル                 | テイラー・グラント                         |
| 16   | The Littlest Brattleborg                        | フォトミネーター（ガメリオ） （声 - グレッグ・ブロック）                                                                                      | ダグ・キャンベル                 | ポール・F・コリガン                        |
| 17   | Haunted Hideout                                 | メイス・ウォーリアー（ザイキング） （声 - ピーター・グリーンウッド）                                                                          | テレンス・H・ウインクレス        | マーゴ・マケイホン                         |
| 18   | Monster Rock                                    | アンプヘッド（声 - ボブ・パーペンブルック）                                                                                                   | テレンス・H・ウインクレス        | コウジ・カタオカ オーク・オコナー          |
| 19   | Convention Dimension                            | ウインガー（クイーン） （声 - リチャード・エプカー） ゴルディックス（ビルゴルディ） キャタックリズミック（ガガモス幼虫） ソード・ウォーリアー | テレンス・H・ウインクレス        | MA・エバンス                               |
| 20   | Root of All Evil                                | ヴィーナス・クラップトラップ（ラズベルガ） （声 - ボブ・ジョンソン）                                                                          | ガバ・トーレス                   | トニー・ガルエイジャー                     |
| 21   | The Doctor is In                                | サイバー＝サーペント（ヘビーズネーク） （声 - エズラ・ワイズ）                                                                                | ガバ・トーレス                   | デヴィッド・フレッチャー                   |
| 22   | Space Case                                      | ― | ジェフ・バール                   | MA・エバンス                               |
| 23   | The Brain in the Attic                          | ダイスヘッド（バルダス） （声 - スティーブ・ジョーンズ・ワトソン）                                                                            | ジェフ・バール                   | マーゴ・マケイホン                         |
| 24   | Bye, Bye Frankie                                | グレネード・ガイ（イカリボンバ） （声 - マイケル・ソリッチ）                                                                                  | ガバ・トーレス                   | ジョエル・M・バルコウ ルイス・J・ジフット  |
| 25   | Fangs Over Charterville                         | ポーカサウルス（ブーブーブー） （声 - ボブ・ジョンソン）                                                                                      | ジェフ・バール                   | ボブ・アレン                               |
| 26   | Curse of the Shadow Borg, Part I                | ― | ガバ・トーレス                   | MA・エバンス                               |
| 27   | Curse of the Shadow Borg, Part II               | ― | ガバ・トーレス                   | マーゴ・マケイホン                         |
| 28   | The Revenge of Vexor, Part III                  | ― | ガバ・トーレス                   | エリザベス・アン・クーパー                 |
| 29   | A Friend in Need, Part IV                       | モンスター軍団 | ジョン・パッチ                   | J＝P・チャンドラ ピーター・リボウ          |
| 30   | Raiders of the Tomb, Part V                     | デーツター（ババンバ） （声 - リック・ターネ）                                                                                                | ジョン・パッチ                   | MA・エバンス                               |
| 31   | Big Rumble in Charterville, Part VI             | ― | ジョン・パッチ                   | マーゴ・マケイホン                         |
| 32   | Yo Ho Borgs                                     | キャタックロウズ（ナマケルゲ） （声 - アレックス・ボースタイン）                                                                              | ダグラス・スローン               | J＝P・チャンドラ ピーター・リボウ          |
| 33   | Christmas Bells and Phasm's Spells              | ― | ガバ・トーレス                   | シェル・ダニエルソン                       |
| 34   | Pet Problems                                    | ミュークアント（合体怪人デスマルト） （声 - スティーブ・クレイマー）                                                                          | ダグラス・スローン               | テイラー・グラント                         |
| 35   | Phantom of Hillhurst                            | ― | ダグラス・スローン               | J＝P・チャンドラ ピーター・リボウ          |
| 36   | Operation Frankenbeans                          | フロシャス（モジャンガ） （声 - ブラッド・オーチャード）                                                                                      | ジョン・パッチ                   | デヴィッド・フレッチャー                   |
| 37   | The Curse of Mums' Tomb                         | スカルヘッド（サーベライザ） （声 - デヴィッド・ウォルシュ）                                                                                  | ジョン・パッチ                   | J＝P・チャンドラ ピーター・リボウ          |
| 38   | This Old Ghost                                  | マラベックス（声 - ブライアン・タハッシュ）                                                                                                   | ジョン・パッチ                   | MA・エバンス                               |
| 39   | Jo's Strange Change                             | ハンマーハンド（ハンマコング） （声 - ボブ・パーペンブルック）                                                                                | ブライアン・トーマス・ジョーンズ | J＝P・チャンドラ ピーター・リボウ          |
| 40   | She Wolf                                        | キャタックリズミック （声 - ダミアン・パーパラニーズ）                                                                                        | ブライアン・トーマス・ジョーンズ | MA・エバンス                               |
| 41   | Something Fishy                                 | スワンプ・スカモイド（声 - デイヴ・マロウ）                                                                                                   | ワース・キーター                 | クリフォード・ハーバート                   |
| 42   | Bride of Frankenbeans                           | クリムゾン・クリープ（ガガモス） （声 - パトリック・トーマス）                                                                                | ブライアン・トーマス・ジョーンズ | J＝P・チャンドラ ピーター・リボウ          |
| 43   | Fangula's Last Bite                             | ユニコートユース（エビガーニャ） （声 - ジミー・セオドア）                                                                                    | ワース・キーター                 | エリザベス・アン・クーパー                 |
| 44   | The Good, the Bad, and the Scary                | スーパー・グレネード・ガイ（イカリボンバ2） （声 - マイケル・ソリッチ） 悪のビートルボーグ                                                    | ワース・キーター                 | ボブ・アレン                               |
| 45   | Buggin' Out                                     | コンバット・カナット（バグマビルス） （声 - ビリー・フォレスター）                                                                            | ガバ・トーレス                   | MA・エバンス                               |
| 46   | Svengali, By Golly                              | ヒュプノメニアック（魔道士ジャグール） （声 - ジョーイ・ロットサンコー）                                                                      | ガバ・トーレス                   | J＝P・チャンドラ ピーター・リボウ          |
| 47   | Big Bad Luck                                    | イビル・アイ（声 - フランク・タホ・アデリア）                                                                                                 | ガバ・トーレス                   | コウジ・カタオカ オーク・オコナー          |
| 48   | A Monster is Born                               | ロケットマン（ダンガー） （声 - オリヴァー・カット）                                                                                          | ワース・キーター                 | J＝P・チャンドラ ピーター・リボウ          |
| 49   | Norman Nussbaum: Vampire Hunter                 | ― | ワース・キーター                 | デヴィッド・フレッチャー                   |
| 50   | Brotherly Fright                                | スーパー・ノシック （声 - デヴィッド・ウマンスキー）                                                                                          | ワース・キーター                 | J＝P・チャンドラ ピーター・リボウ          |
| 51   | Fright Files                                    | メガ・トリプス | ジェームズ・マザーズ             | MA・エバンス                               |
| 52   | Borgslayer!, Part I                             | ボーグスレイヤー（破壊神ジャグール） （声 - ボブ・パーペンブルック、デイヴ・マロウ） 再生モンスター軍団                                       | ジェームズ・マザーズ             | マーゴ・マケイホン                         |
| 53   | Vexor's Last Laugh,PartⅡ                        | ボーグスレイヤー | ジェームズ・マザーズ             | マーゴ・マケイホン                         |

### シーズン2
| 話数 | サブタイトル                       | 登場モンスター                                                                         | 監督                             | 脚本                                      |
| ---- | ---------------------------------- | -------------------------------------------------------------------------------------- | -------------------------------- | ----------------------------------------- |
| 54   | Crush of the Crustaceans, Part III | ―                                                                                      | ジェームズ・マザーズ             | マーゴ・マケイホン                        |
| 55   | Metallix Rising, Part IV           | ―                                                                                      | ジェームズ・マザーズ             | マーゴ・マケイホン                        |
| 56   | Battle Station Alert, Part V       | ―                                                                                      | ジェームズ・マザーズ             | マーゴ・マケイホン                        |
| 57   | Ghoul Trouble                      | アクアラングス（ヒトデナジル） （声 - ボブ・パーペンブルック）                         | ジョン・パッチ                   | MA・エバンス                              |
| 58   | Totally Slammin' Sector Cycles     | ハグフィッシュ・オブ・ガル（ヘルガーマ）                                               | ジョン・パッチ                   | ボブ・アレン                              |
| 59   | Headless Over Heels                | ―                                                                                      | ジョン・パッチ                   | J＝P・チャンドラ ピーター・リボウ         |
| 60   | Monster Imposter                   | チェンジリング（ザンショーオー） （声 - イーサン・マレー）                             | ガバ・トーレス                   | ジョナサン・キューバ                      |
| 61   | Horror Hotel                       | ファーンジラ（グロバ） （声 - ジュリアナ・ボールデン）                                 | ガバ・トーレス                   | テイラー・グラント                        |
| 62   | Les is More                        | ロー＝テュレス（ガンガルー） （声 - ランス・ウイングナット）                           | ガバ・トーレス                   | ピーター・リボウ J＝P・チャンドラ         |
| 63   | Sunset Boo-levard                  | アルティメット・コンカラー（ガメレオーダ） （声 - ヘンリー・ダグラス・グレイ）         | ブライアン・トーマス・ジョーンズ | ピーター・リボウ J＝P・チャンドラ         |
| 64   | Extra...Beetleborgs Revealed       | トーチ・マウス（ドラファイヤー） （声 - ブラッド・オーチャード）                       | ブライアン・トーマス・ジョーンズ | コウジ・カタオカ オーク・オコナー         |
| 65   | Who's That Ghoul?                  | ウルトラ・バルチャー（ザースト） （声 - ジーン・ホリディ）                             | ブライアン・トーマス・ジョーンズ | MA・エバンス                              |
| 66   | Attack of the Brain Suckers        | ブレイン・サッカー（オコゼゼゼ） （声 - ブレット・ウォルコウ）                         | ワース・キーター                 | マーゴ・マケイホン                        |
| 67   | Don't Fear the Reaper              | モンスター・スマッシャー（エレバンモス）                                               | ワース・キーター                 | J＝P・チャンドラ ピーター・リボウ         |
| 68   | The Old Gray Flabber               | トリプルザウルス・レックス（ディノザーラ） （声 - アリ・ロス）                         | ワース・キーター                 | クリフォード・ハーバート                  |
| 69   | Son of Frankenbeans                | ピラニア・カーン（シーラガンザ） （声 - ロバート・アクセルロッド）                     | ガバ・トーレス                   | デヴィッド・フレッチャー                  |
| 70   | How Does Your Garden Grow?         | エミリー・ザ・シード・オブ・イビル（ザボデーラ） （声 - アン・ブリット・メイクアケン） | ガバ・トーレス                   | エリザベス・アン・クーパー                |
| 71   | The Curse of the Mummy's Mommy     | ファンギラ・バット・モンスター（ザイレーン） （声 - ジョー・ハケット）                 | ガバ・トーレス                   | キャリン・ナウム トム・ミロ               |
| 72   | Halloween Haunted House of Horrors | エル・スコルピオ（カイザゾラー） （声 - LB・バーソロミュー）                           | ワース・キーター                 | ジョナサン・キューバ                      |
| 73   | Booger Man                         | シェルライター（ザザンヨーダ） （声 - デイヴ・マロウ）                                 | ワース・キーター                 | テイラー・グラント                        |
| 74   | The Poe and the Pendulum           | モル・モンスター（モゲラード） （声 - マイケル・マコノヒー）                           | ワース・キーター                 | ジョエル・M・バルコウ ルイス・J・ジフット |
| 75   | The Lost Comic, Part I             | マントロン                                                                             | ガバ・トーレス                   | マーゴ・マケイホン                        |
| 76   | Enter the Dragon Borg, Part II     | マントロン                                                                             | ガバ・トーレス                   | スティーブ・W・セッションズ               |
| 77   | To Foretell the Truth              | マントロン                                                                             | ガバ・トーレス                   | MA・エバンス                              |
| 78   | Wolfie's Wild Ride                 | スーパー・ヴァイラー                                                                   | ニルス・モリトール               | J＝P・チャンドラ ピーター・リボウ         |
| 79   | Lady and the Champs                | マントロン                                                                             | ニルス・モリトール               | ジョエル・M・バルコウ ルイス・J・ジフット |
| 80   | Astral Ransom, Part I              | マントロン                                                                             | ニルス・モリトール               | MA・エバンス                              |
| 81   | Astral Ransom, Part II             | マントロン                                                                             | トム・シェリー                   | MA・エバンス                              |
| 82   | Roboborg, Part III                 | マントロン                                                                             | トム・シェリー                   | ヘザー・マケイホン                        |
| 83   | Mega Spectra Beetleborgs           | メガ・ヌークス メガ・ヴァイラー                                                        | トム・シェリー                   | ジョエル・M・バルコウ ルイス・J・ジフット |
| 84   | Battle of the Giants               | ―                                                                                      | ジェームズ・マザーズ             | MA・エバンス                              |
| 85   | Robo Rumble                        | ―                                                                                      | ジェームズ・マザーズ             | ヘザー・マケイホン                        |
| 86   | Super Fang                         | ―                                                                                      | ジェームズ・マザーズ             | スティーブ・W・セッションズ               |
| 87   | Experiment in Evil                 | モンスターマザー・オール・オブ・ザ・イビル（マザーメルザード）                         | トム・シェリー                   | MA・エバンス                              |
| 88   | Mega Borg Power                    | ラプギリアン（ジャドーマザーラ） （声 - アン・ブリット・メイクアケン）                 | トム・シェリー                   | ヘザー・マケイホン                        |

## ノミネート歴
- 1997年ヤングスターアワードBest Performance by a Young Actress in a Saturday Morning TV Program[47]
  - シャノン・チャンドラー（ジョー役）
  - エリザベス・ランド（ヘザー役）

## 映像ソフト化
VHS
20世紀フォックス ホーム エンターテイメントから発売された後、2002年1月29日にブエナ・ビスタ・ホーム・エンターテイメントから再発売されている。
Beetleborgs Curse of the Shadow Borg
1997年3月11日に発売。
Beetleborgs Vampire Files
1997年7月2日に発売。
Beetleborgs Metallix the Movie
1998年1月13日に発売。
DVD
Big Bad Beetleborgs Season One
第1巻（第1話から第27話まで収録）は2012年10月16日に発売。第2巻（第28話から第53話まで収録）は2013年2月12日に発売。リリースはシャウト! ファクトリー
Beetleborgs Metallix Season Two
第1巻（第1話から第18話まで収録）は2013年6月11日に発売。第2巻（第19話から第35話まで収録）の2015年5月5日に発売。リリースはシャウト! ファクトリー。

## 玩具展開
アクションフィギュアは6インチサイズ（5.5インチの物もある）の物が展開され、ヒーローのフィギュアは基本的に日本の流用商品。DX版フィギュアも12インチのスペシャルエディションとして発売された。その一方で、怪人たちや、子供が変身するという設定から、ボディを伸縮させて子供からヒーローへと体形が変化するギミックを持った新規設計のフィギュアも存在する。その他にも、ビーファイターアゲハやムカデリンガー、カブテリオスのアクションファイターシリーズやボロン（クワガタイタン）のDX変形玩具など、日本では発売されなかった玩具も発売されている。
『～フォース』時期にはDXジャンパーソン&ビルゴルディの胴体を流用したブルースティンガーとクロミウムゴールドのフィギュアが発売された（一部改修あり）。
番組の放送開始前はレッドストライカーの玩具の人気が高かったが、放送開始後は落ち着いていく。これは「『パワーレンジャー』の影響でレッド＝リーダーと思い込んだ客が多かったためだろう」とバンダイの関係者は推測している。
パック売りのトレーディングカードが発売され、カジリオンも展開された。